# 张利民 (1950年)
张利民（1950年3月—），河北蠡县人，中华人民共和国政治人物、外交官。

## 生平
1975年，毕业于北京外国语学院英语系，进入中华人民共和国外交部工作。1985年，任北京外交人员人事服务公司办公室主任。1987年，任北京国际俱乐部有限公司副总经理。1992年，任北京国际俱乐部有限公司总经理。1995年，任北京外交人员服务局局长。2003年3月，出任中华人民共和国驻塞浦路斯大使。2005年11月，出任中华人民共和国驻拉脱维亚大使。2008年8月，出任中华人民共和国驻新西兰大使兼驻库克群岛大使和驻纽埃大使。2010年8月，自驻新西兰大使离任。

## 家庭
已婚，有一女。